# Boyceville
Boyceville é uma vila localizada no estado norte-americano de Wisconsin, no Condado de Dunn.

## Demografia
Segundo o censo norte-americano de 2000, a sua população era de 1043 habitantes. 
Em 2006, foi estimada uma população de 1055, um aumento de 12 (1.2%).

## Geografia
De acordo com o United States Census Bureau tem uma área de 
10,0 km², dos quais 10,0 km² cobertos por terra e 0,0 km² cobertos por água. Boyceville localiza-se a aproximadamente 288 m acima do nível do mar.

## Localidades na vizinhança
O diagrama seguinte representa as localidades num raio de 16 km ao redor de Boyceville. 